# Forgive
『forgive』（フォーギヴ）は、日本のバンド・Bank Bandの6作目の配信限定シングル（Bank Band feat. MISIA名義）。2021年3月20日にトイズファクトリーより発売された。

## 背景
2018年に開催された野外音楽フェスティバル『ap bank fes '18』以降、小林武史が実行委員長を務める総合芸術祭『Reborn-Art Festival 2019』のオープニングイベントとして開催された音楽イベント『転がる、詩』に小林や櫻井和寿、四家卯大、沖祥子といったBank Bandメンバーが出演したものの、Bank Bandとしての表立った活動はほとんどなく、コロナ禍に突入した2020年5月にセッション映像『to U -PROTECT "to U" version-』がap bankの公式YouTubeチャンネルで公開されたのみであった。
2021年3月11日、TBS系音楽番組『音楽の日』にBank Bandが出演。バンドとしては約13年ぶりのテレビ出演となった。本番組は宮城県・セキスイハイムスーパーアリーナより生放送され、バンドのオリジナル楽曲の披露に加え、Bank Band ×「音楽の日」と題してAI、岸谷香、柴咲コウ、スガシカオ、MISIA、宮本浩次、milet、森山直太朗とのコラボレーションも実現した。本番組への出演依頼は2020年秋頃にあったが、小林は数年前から「震災から10年目の年に何かできないだろうか」と考えていた。しかし、コロナ禍で東北に人を集めるのが難しい状況であったため、番組出演依頼は「渡りに船だった」という。小林は「テレビの生放送であれば、たとえ一方通行だったとしても、離れている人たちにも何かを伝えられるんじゃないか」と考え、オファーを承諾。出演に際し、本番組のために制作された楽曲が「forgive」であり、同番組で初披露となった。小林は「東北の大震災から10年経ったと言う節目と、コロナという新たな脅威が1年以上続いている状態を背景にこの曲は生まれました」と語っている。

## 制作・音楽性
本楽曲は作詞を櫻井和寿が、作曲および編曲を小林武史が担当。制作は、まず小林がメロディを書き、そこに櫻井が歌詞を付けるという流れで行なわれた。本楽曲について、小林は「ネガとポジは繋がってると思っているけれど、音楽にも様々な陰と陽があって、この曲は少し複雑かなと思うくらいそういった表情を組み合わせて作ったつもりです」、櫻井は「あれから10年 それから今も 大きな流れの前では、小さくて不完全な僕らを 許しながら それでもやっぱり未来へ力強く漕ぎ出す そんな歌です」とコメントしている。
本楽曲のボーカルは櫻井とMISIAが務めている。Bank BandとMISIAのコラボレーションは、2016年に開催された野外音楽フェスティバル『Reborn-Art Festival × ap bank fes 2016』および『MUSIC for ASO 2016 supported by ap bank』で初めて共演して以来となる。本楽曲について、MISIAは「東日本大震災から変わらず、東北へ心を寄せ、活動を続けてきたお二人だからこそ生まれた歌だと思います」「次の未来への応援歌として、多くの皆さんへ届くことを願っています」とコメントを寄せている。

## リリース・プロモーション
Bank Bandとしては「MESSAGE -メッセージ-」以来約2年半ぶり7作目となるオリジナル楽曲。本作の収益は、ap bankを通じて2021年8月11日より宮城県で開催される総合芸術祭『Reborn-Art Festival 2021-22』の運営費に充てられる。
『Reborn-Art Festival 2021-22』では、本楽曲をモチーフにしたインスタレーション『forgive』が旧荻浜小学校体育館で展示された。プロデュースは小林、森本とビジュアルデザインスタジオ・WOWが担当。

## アートワーク
本作のアートディレクターは森本千絵が担当しており、ジャケットのイラストは黒田征太郎が描き下ろした。森本は「自然と自身をひとつのカラダという景色にしました」「えんやこらと歩く赤い人は、そのカラダにとって希望です」とコメントしている。

## 収録曲
1. forgive [5:54]
  - 作詞：櫻井和寿 / 作曲・編曲・プロデュース：小林武史

ミュージック・ビデオ（リリック・ビデオ）が制作されており、ap bankの公式YouTubeチャンネルで公開されている。監督は森本千絵が務めた[13]。
2021年8月29日にマルホンまきあーとテラス 石巻市芸術文化センター大ホールで開催されたライブ『ワン・バイ・ワン・プラス ～10年目のフレームより～』で櫻井単独でライブ初披露された[14]。同年10月3日にKURKKU FIELDSで開催された無観客生配信ライブ『ap bank fes '21 online in KURKKU FIELDS』ではMISIAと共に披露されている[15]。

## 参加ミュージシャン
- 櫻井和寿：Vocal
- MISIA：Vocal
- 小林武史：Keyboards
- 河村“カースケ”智康：Drums
- 亀田誠治：Bass
- 小倉博和：Guitar
- 山本拓夫：Saxophone
- 西村浩二：Trumpet
- 四家卯大：Cello
- 沖祥子：Violin
- 四家卯大ストリングス：Strings
- ヤマグチヒロコ：Chorus
- 石巻好文館高等学校音楽部：Chorus
- 石巻メンネルコール：Chorus

## テレビ出演
| 番組名             | 日付           | 放送局 | 演奏曲         |
| ------------------ | -------------- | ------ | -------------- |
| CDTVライブ!ライブ! | 2021年3月8日   | TBS    | -              |
| Nスタ              | 2021年3月10日  | TBS    | -              |
| 音楽の日           | 2021年3月11日  | TBS    | 花の匂い       |
| 音楽の日           | 2021年3月11日  | TBS    | はるまついぶき |
| 音楽の日           | 2021年3月11日  | TBS    | to U           |
| 音楽の日           | 2021年3月11日  | TBS    | forgive        |
| 音楽の日           | 2021年7月17日  | TBS    | to U           |
| 音楽の日           | 2021年7月17日  | TBS    | forgive        |
| CDTVライブ!ライブ! | 2021年11月22日 | TBS    | forgive        |

## 収録アルバム
- 『沿志奏逢4』